# Alois Puschnik
Alois Puschnik (* 7. Juli 1922 in Marburg an der Drau; † 6. Februar 2007 in Groß-Reipersdorf, Niederösterreich) war ein österreichischer Heimatforscher.

## Leben
Puschnik war nach der Matura am Bundesgymnasium Horn beruflich bei den Österreichischen Bundesbahnen in verschiedenen leitenden Funktionen tätig. Seine Freizeit nützte er zu Geschichtsstudien an der Universität Wien. Durch seine Verehelichung mit Friederike Pracht gelangte er nach Groß-Reipersdorf bei Pulkau. Diese Gegend wurde in der Folge der Mittelpunkt seiner heimatkundlichen Bestrebungen.
Puschnik beschäftigte sich mit der Geschichte der bedeutenden Steinmetzfamilie Pracht, lieferte Beiträge für Geschichtswerke über Pulkau, verfasste eine Häuserliste von Pulkau und schrieb über die Kapelle von Reipersdorf. Er war ständiger Begleiter und Mitarbeiter seines Sohnes Herbert Puschnik.
Ein Hauptthema seiner heimatkundlichen Beschäftigung war die Inventarisierung der sakralen Kleindenkmäler des Pulkauer Gebietes.

## Werke
- Das Steinbeil von Waitzendorf – Waitzendorf etwa 1040-1060 – Der Stein von Leodagger. Waitzendorf/Leodagger – Archivberichte 2, 1997. (gemeinsam mit Herbert Puschnik)
- Gottes Steine – Pulkauer Kleindenkmäler. Pulkau 2004

| Personendaten    | Personendaten                      |
| ---------------- | ---------------------------------- |
| NAME             | Puschnik, Alois                    |
| KURZBESCHREIBUNG | österreichischer Heimatforscher    |
| GEBURTSDATUM     | 7. Juli 1922                       |
| GEBURTSORT       | Marburg an der Drau                |
| STERBEDATUM      | 6. Februar 2007                    |
| STERBEORT        | Groß-Reipersdorf, Niederösterreich |